# 新党 (巴西)
新党（葡萄牙語：Partido Novo）是巴西的古典自由主义和自由意志主义政党，成立于2011年2月12日，于2014年7月23日注册登记，得到了493316名公民签名支持。该党于2015年9月15日批准设立选举委员会。该党要求使用数字“30”进行选举身份识别。该党的思想与古典自由主义一致，主要由一些没有政治经验的人组成。
新党支持减少国家干预经济的政策。在堕胎和毒品合法化等社会问题上不采取任何立场。该党支持枪支权利，支持同性婚姻。该党将自己定位为古典自由主义。